# Médersa El Tawfikia
La médersa El Tawfikia (arabe : المدرسة التوفيقية), également connue comme la médersa de la mosquée El Hawa, est l'une des médersas de Tunis. Elle est construite sous le règne des Hafsides.

## Localisation

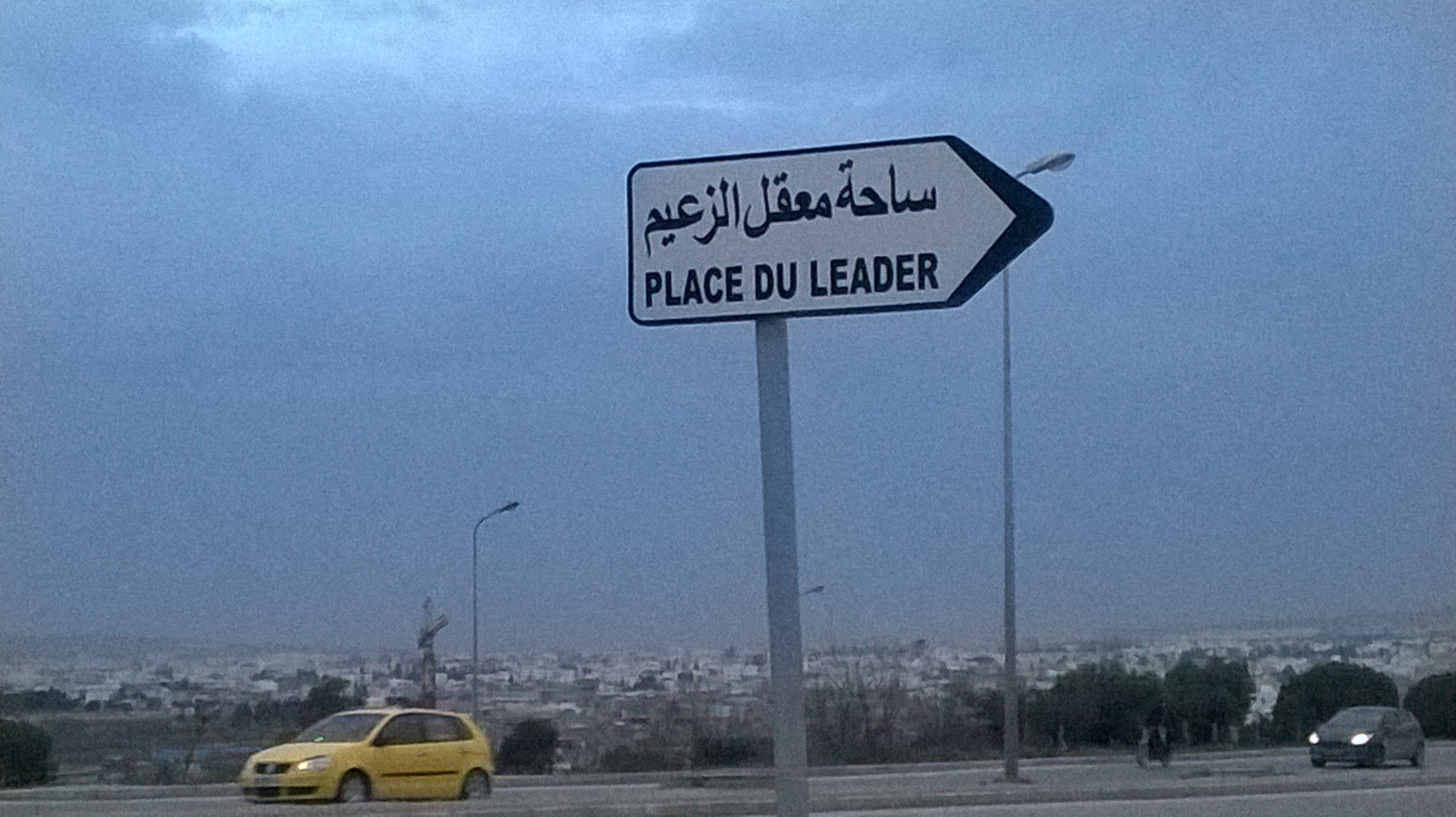
Plaque métallique indiquant la place du Leader.

Elle est située à la place du Leader ou Maâkal Az-Zaïm (arabe : ساحة معقل الزعيم), l'ancienne place des Moutons, à proximité de la mosquée El Hawa.

## Histoire
Elle est construite en 1253 par la princesse Atf, épouse du second souverain hafside Abû Zakariyâ Yahyâ et mère du souverain Abû `Abd Allah Muhammad al-Mustansir.

## Enseignants
Parmi ses savants connus, on peut citer Muhammad ibn Abdessalem ibn Yousef El-Hawari, mort en 1393 et enseignant d'Ibn Khaldoun.

## Résistance estudiantine

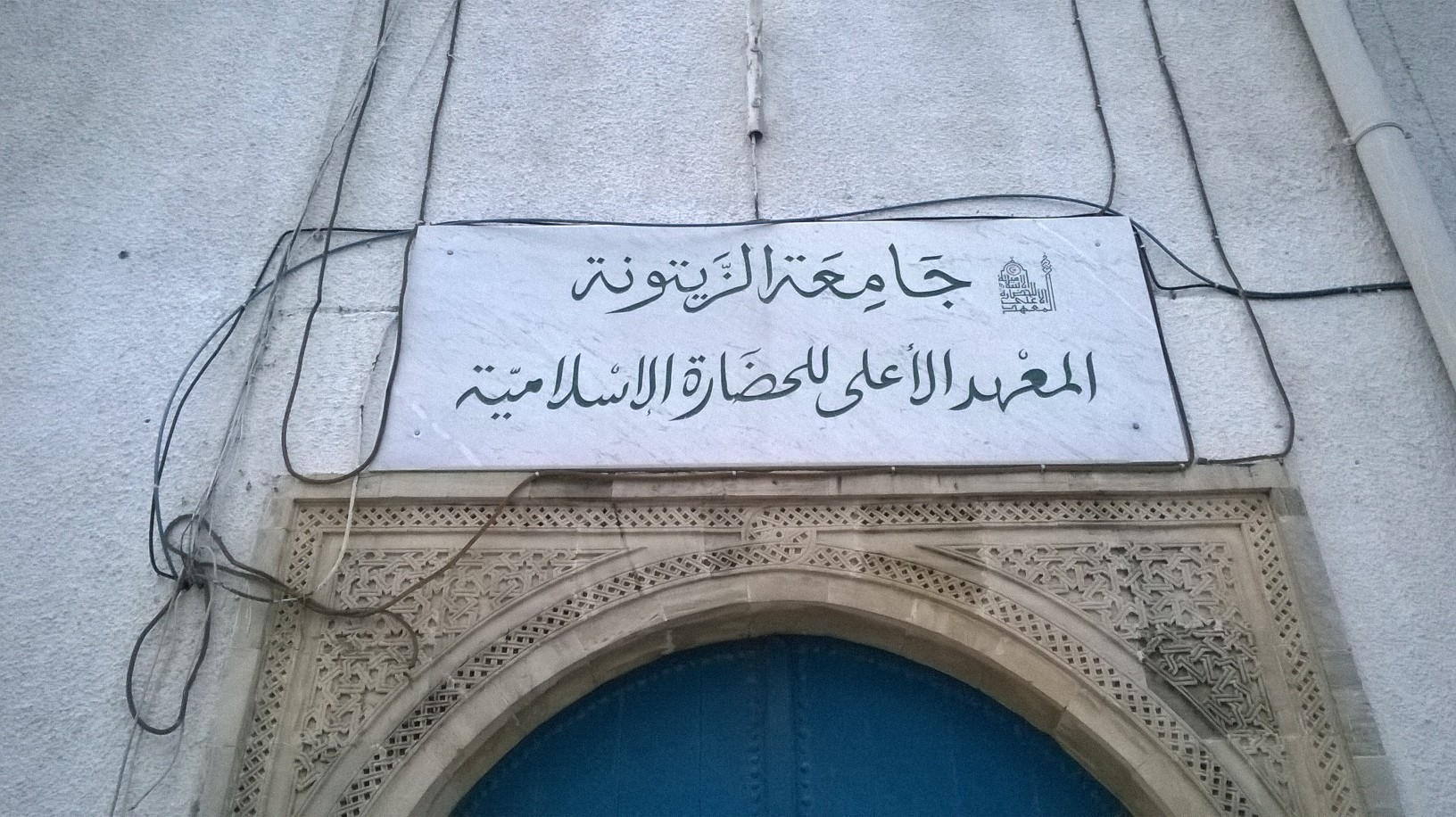
Plaque à l'entrée de l'Institut supérieur de la civilisation islamique.

Cette médersa accueille en 1928 des réunions pour préparer la première longue grève menée par les étudiants de l'Université Zitouna, qui commence à la mi-décembre de cette année et se poursuit jusqu'au 20 janvier 1929.

## Enseignement
Elle est fondée principalement pour enseigner la doctrine almohade suivie par les Hafsides. Cependant, elle enseigne plus tard le rite malikite et commence alors à loger les étudiants de la Zitouna.
Depuis 1995, elle est le siège de l'Institut supérieur de la civilisation islamique de Tunis.